# Seinäjoki
Seinäjoki, ville de l'ouest de la Finlande, est la capitale de la région d'Ostrobotnie du Sud. C'est la 6e ville de la province de Finlande occidentale. Elle est bordée par la rivière Seinäjoki, la rivière du mur.
Située en bordure est des grandes plaines d'Ostrobotnie, elle a connu un développement récent en tant que centre administratif.

## Géographie
La commune est coupée en deux parties. En effet, La ville de Seinäjoki a absorbé Peräseinäjoki en 2005. L'ancienne commune agricole correspond à la partie sud de l'actuelle ville de Seinäjoki.
La commune est située dans la vallée peu marquée de la Seinäjoki, qui coule vers le nord jusqu'à la Kyrönjoki.
Elle est bordée par les municipalités d'Ilmajoki et Jalasjärvi à l'ouest, et Alavus à l'est, Virrat et Kihniö au sud (dans le Pirkanmaa).
La commune s'est étendue en 2009 en fusionnant avec les communes de Nurmo et Ylistaro.

## Administration

### Découpage administratif
| Subdivisions administratives de Seinäjoki |                   |
| Quartier                                  | District          |
| 52. Hyllykallio                           | 13. Hyllykallio   |
| 24. Uppa                                  | 5. Kantakaupunki  |
| 13. Alakylä                               | 4. Läntinen       |
| 29. Kasperi                               | 6. Kasperi        |
| 33. Pajuluoma                             | 7. Östermyra      |
| 35. Kärki                                 | 7. Östermyra      |
| 22. Pohja                                 | 5. Kantakaupunki  |
| 26. Kivistö läntinen                      | 5. Kantakaupunki  |
| 1. Ylistaron kirkonkylä                   | 1. Ylistaro       |
| 14. Jouppi                                | 4. Läntinen       |
| 17. Huhtala                               | 4. Läntinen       |
| 53. Kertunlaakso                          | 13. Hyllykallio   |
| 54. Tanelinranta                          | 13. Hyllykallio   |
| 41. Peräseinäjoen kirkonkylä              | 9. Peräseinäjoki  |
| 19. Keskusta                              | 5. Kantakaupunki  |
| 47. Nurmon kirkonkylä                     | 11. Nurmo         |
| 34. Soukkajoki                            | 7. Östermyra      |
| 28. Kivistö itäinen                       | 6. Kasperi        |
| 21. Marttila                              | 5. Kantakaupunki  |
| 32. Simuna                                | 7. Östermyra      |
| 16. Kultavuori                            | 4. Läntinen       |
| 31. Törnävä                               | 7. Östermyra      |
| 12. Niemistönmaa                          | 3. Lakeus         |
| 27. Hallila                               | 5. Kantakaupunki  |
| 48. Teppo                                 | 11. Nurmo         |
| 50. Huumo                                 | 12. Ruuhikoski    |
| 30. Hallilanvuori                         | 6. Kasperi        |
| 15. Jouppila                              | 4. Läntinen       |
| 7. Kylänpää                               | 2. Kylänpää       |
| 10. Halkosaari                            | 3. Lakeus         |
| 46. Nurmonjokilaakso                      | 11. Nurmo         |
| 25. Puukapernaumi                         | 5. Kantakaupunki  |
| 49. Koliini                               | 11. Nurmo         |
| 40. Viitala                               | 8. Keskiseinäjoki |
| 2. Ylistaron asemanseutu                  | 1. Ylistaro       |
| 3. Alapää                                 | 1. Ylistaro       |
| 9. Kitinoja                               | 3. Lakeus         |
| 44. Kihniä                                | 10. Kihniä        |
| 42. Haapaluoma                            | 9. Peräseinäjoki  |
| 58. Koura                                 | 14. Kuoras        |
| 51. Veneskoski                            | 12. Ruuhikoski    |
| 57. Viitalankylä                          | 14. Kuoras        |
| 4. Kainasto                               | 1. Ylistaro       |
| 43. Luomankylä                            | 9. Peräseinäjoki  |
| 8. Hanhikoski                             | 2. Kylänpää       |
| 38. Honkakylä                             | 8. Keskiseinäjoki |
| 59. Ylijoki                               | 14. Kuoras        |
| 6. Untamala                               | 2. Kylänpää       |
| 39. Riskunmäki                            | 8. Keskiseinäjoki |
| 11. Kiikku                                | 3. Lakeus         |
| 36. Ämmälänkylä                           | 8. Keskiseinäjoki |
| 37. Lehtimäenkylä                         | 8. Keskiseinäjoki |
| 45. Siltala-Juupakylä                     | 10. Kihniä        |
| 18. Pruukinranta                          | 4. Läntinen       |
| 23. Rengastie                             | 5. Kantakaupunki  |
| 56. Kapernaumi                            | 13. Hyllykallio   |
| 5. Teräsmäki                              | 1. Ylistaro       |
| 20. Itikka                                | 5. Kantakaupunki  |
| 55. Roves                                 | 13. Hyllykallio   |

### Conseil municipal
Les sièges du conseil municipal sont répartis comme suit:
| Année            | Kok | Kesk | SDP | KD | PS | Vas | Vihr | Autres | Total |
| 1992             | 13  | 10   | 13  | 3  | -  | 1   | 1    | 2      | 43    |
| 1996             | 15  | 13   | 12  | 2  | -  | 1   | -    | -      | 43    |
| 2000             | 18  | 14   | 14  | 3  | -  | 1   | 1    | -      | 51    |
| 2004             | 15  | 19   | 13  | 2  | -  | 1   | 1    | -      | 51    |
| 2008             | 17  | 17   | 10  | 2  | 2  | 1   | 1    | 1a     | 51    |
| 2012             | 16  | 18   | 8   | 2  | 5  | 1   | 1    | -      | 51    |
| 2017             | 15  | 19   | 8   | 2  | 3  | 1   | 3    | -      | 51    |
| a sans étiquette |     |      |     |    |    |     |      |        |       |

## Architecture

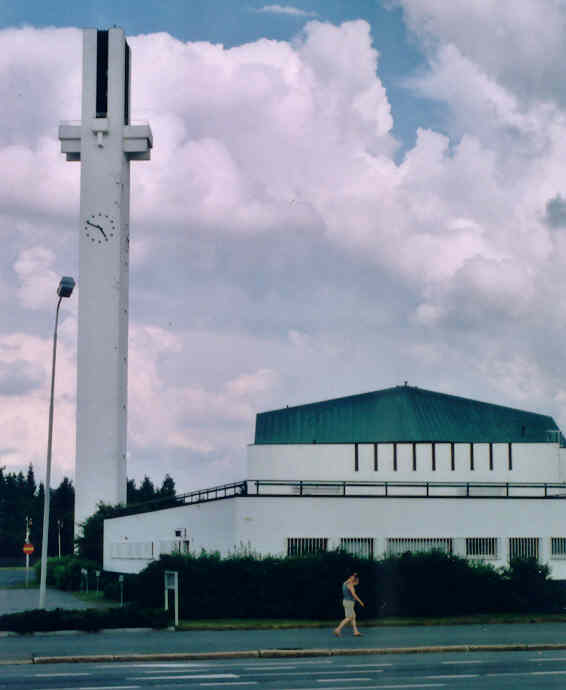
L'Église de la Croix des plaines.

La ville est connue pour son architecture moderne.
Le centre-ville a été construit entre 1957 et 1968 par Alvar Aalto, natif de la municipalité voisine de Kuortane. Ce centre Aalto (Aaltokeskus) se compose de 6 bâtiments publics, le dernier (le théâtre) ayant été rajouté en 1987, après la mort d'Aalto, suivant les plans de l'architecte.
La construction la plus célèbre est sans aucun doute l'église de la Croix des plaines, dont le clocher domine la plaine du haut de ses 65 mètres.
Les plus importants bâtiments conçus par Alvar Aalto sont:
| Ouvrage                        | Construction | Réf.   |
| ------------------------------ | ------------ | ------ |
| Le Centre Aalto                | 1960-1987    | [ 6 ]  |
| Bâtiments de la garde civile   | 1924-1925    | [ 7 ]  |
| Église de la Croix des plaines | 1957-1960    | [ 8 ]  |
| Bibliothèque municipale        | 1964-1965    | [ 9 ]  |
| Mairie                         | 1961-1962    | [ 10 ] |
| Immeuble de bureaux de l'état  | 1966-1968    | [ 11 ] |
| Théâtre municipal              | 1986-1987    | [ 12 ] |

## Lieux et monuments
- Centre Aalto
- Bâtiment gouvernemental
- Église de la Croix des plaines
- Théâtre municipal de Seinäjoki
- Mairie de Seinäjoki
- Maison de la garde de Seinäjoki
- Église d'Ylistaro
- Église de Törnävä
- Bibliothèque municipale
- Musée de l'Ostrobotnie du Sud
- Musée de la Pharmacie[13]

## Éducation
L'Université des Sciences appliquées de Seinäjoki est très réputée pour son ouverture internationale.

## Transports

### Aérien
Le petit aéroport de Seinäjoki-Ilmajoki dessert la ville. 5 vols par jour depuis Helsinki, opérés par Finncomm Airlines.

### Ferroviaire
Seinäjoki se situe sur la voie ferrée Tampere-Oulu.
La Gare ferroviaire de Seinäjoki est un nœud ferroviaire, connectant cette ligne principale à 3 lignes secondaires (la plus importante dessert Vaasa en 1 heure).
VR-Yhtymä Oy relie Seinäjoki à Helsinki en environ 3 heures, et autant pour Oulu.

### Routier

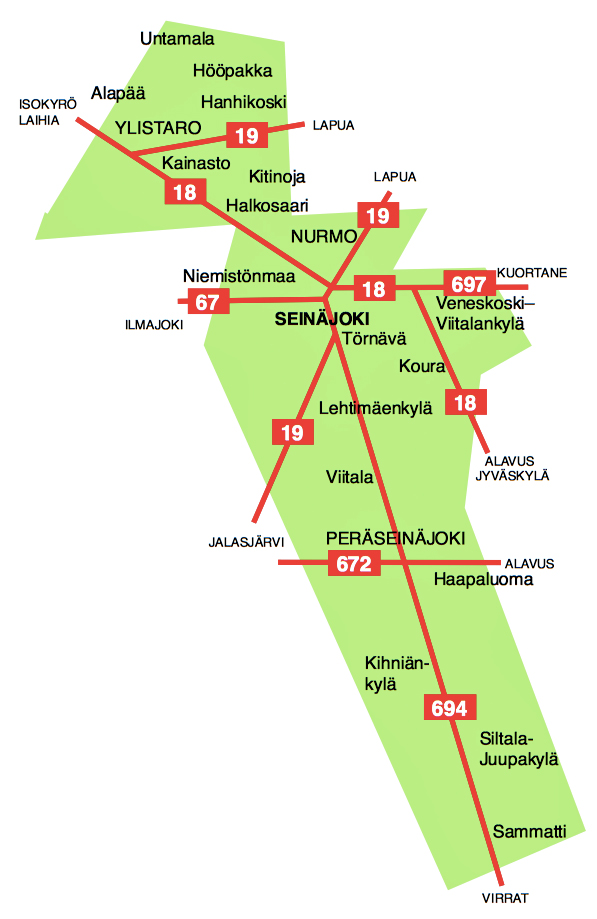
Routes et villages de Seinäjoki

La ville se situe à la jonction entre la nationale 18 (Jyväskylä-Vaasa) et la nationale 19 (Jalasjärvi-Jakobstad).
La nationale 16 traverse aussi Seinäjoki.
Les routes régionales 697, 694, 672 et  723 traversent aussi le territoire de Seinäjoki.
Distances par rapport aux villes principales :
- Vaasa : 77 km
- Kokkola : 142 km
- Tampere : 182 km
- Pori : 188 km
- Jyväskylä : 217 km
- Turku : 294 km
- Oulu : 340 km
- Kuopio : 321 km
- Helsinki : 357 km
- Rovaniemi : 563 km

## Économie

### Principaux employeurs
En 2019, les principaux employeurs sont:
| Société                                         | Employés |
| ----------------------------------------------- | -------- |
| Etelä-Pohjanmaan Osuuskauppa                    | 1153     |
| Käyttöauto Seinäjoki                            | 576      |
| Finn-Power Oy                                   | 400      |
| Hyvinvointipalvelut Arjessa Oy                  | 394      |
| Université des Sciences appliquées de Seinäjoki | 370      |
| Atria                                           | 307      |
| A-Pekoni Nurmo Oy                               | 296      |
| J. Rinta-Jouppi Oy                              | 210      |
| Kaukomaalaus Oy                                 | 205      |

## Démographie
La croissance de la population de Seinäjoki correspondant au périmètre de 2013 est la suivante, :
| Année      | 1810   | 1815   | 1820   | 1825   | 1830   | 1835   | 1840   | 1845   | 1850   | 1860   | 1865   |
| ---------- | ------ | ------ | ------ | ------ | ------ | ------ | ------ | ------ | ------ | ------ | ------ |
| population | 575    | 672    | 802    | 931    | 1 043  | 1 033  | 1 149  | 1 413  | 1 772  | 2 141  | 1 861  |
| Année      | 1870   | 1875   | 1880   | 1890   | 1900   | 1910   | 1920   | 1930   | 1940   | 1950   | 1960   |
| population | 1 732  | 2 004  | 2 321  | 2 954  | 3 328  | 4 191  | 4 939  | 7 233  | 8 661  | 11 668 | 15 605 |
| Année      | 1970   | 1980   | 1990   | 2000   | 2005   | 2010   | 2015   | 2020   | 2023   |        |        |
| population | 20 275 | 24 644 | 27 765 | 30 290 | 35 918 | 57 811 | 61 014 | 63 913 | 66 157 |        |        |

## Jumelages
La ville de Seinäjoki est jumelée ou en coopération avec les villes suivantes:
| Ville | Ville                | Pays | Pays      | Période     |
| ----- | -------------------- | ---- | --------- | ----------- |
|       | Changsha             |      | Chine     | depuis 2017 |
|       | district de Jiangjin |      | Chine     | depuis 2017 |
|       | Jianyang             |      | Chine     | depuis 2018 |
|       | Koszalin             |      | Pologne   | depuis 1987 |
|       | Novgorod             |      | Russie    | depuis 2016 |
|       | Qingdao              |      | Chine     |             |
|       | Schweinfurt          |      | Allemagne | depuis 1974 |
|       | Sopron               |      | Hongrie   |             |
|       | Thunder Bay          |      | Canada    | depuis 1974 |
|       | Xian de Rudong       |      | Chine     | depuis 2017 |

## Évènements
L'astéroïde (1521) Seinäjoki, découvert par l'astronome finlandais Yrjö Väisälä le 22 octobre 1938, porte le nom de la ville.
La ville abrite 2 évènements majeurs de l'été finlandais :
- Le festival de tango, Tangomarkkinat, qui attire plus de 100 000 personnes chaque année.
- Le festival de rock, Provinssirock.

Seinäjoki est la ville natale des Dudesons.
Le club de Volley-ball est le Nurmon Jymy.
Au début du printemps se déroule sur l'hippodrome de Seinäjoki une importante course de trot : le Prix Étain Royal.

## Personnalités liées à Seinäjoki
- Eveliina Ala-Kulju (1867-1940), femme politique, y est décédée.
- Agnes Hildegard Sjöberg (1888-1964), vétérinaire, y est décédée.